# 青囊传
《青囊传》（英語：Prodigy Healer），2019年中国时代剧。由胡储玺及魏杰执导，李宏毅、赵露思领衔主演，张思帆、冯俊熙、徐艺方、赵麒、唐滤晶、杨玥主演，谢君豪、吕颂贤、杨明娜、马丽等联合主演。，于2019年5月30日在优酷视频首播。台灣OTT由LiTV 線上影視全劇上架。

## 播出时间
| 频道     | 所在地   | 播出日期      | 播出时间 | 备注 |
| -------- | -------- | ------------- | -------- | ---- |
| 优酷视频 | 中国大陆 | 2019年5月30日 |          |      |

## 剧情簡介
世代研究医术的神木族少年木星尘（李宏毅 飾），救下误闯领地的医药世家之女叶云裳（赵露思 飾），为逃避皇族内斗而随她一起来到民国乱世，却遇上罕见瘟疫，木星尘凭借青囊术拯救了众生和本族，经历各类诱惑与爱情的考验，最终成为一代医尊，最后他放弃王位，和爱人叶云裳云游人间。

## 演员列表

### 領銜主演
| 演員   | 角色   | 介紹 |
| 李宏毅 | 木星尘 | 世代研究医术的神木族少年木星尘，深情的王子，神木族族长木北川的儿子。空蝉的徒弟。救下误闯领地的医药世家之女叶云裳，为逃避皇族内斗而随她一起来到民国乱世，却遇上罕见瘟疫，木星尘凭借青囊术拯救了众生和本族，经历各类诱惑与爱情的考验。最终成为一代医尊也和叶云裳有情人终成眷属。 |
| 赵露思 | 叶云裳 | 医药世家之女叶云裳，叶秋实的女儿，叶志远同父异母的姐姐，民国大小姐，精通西医。误闯领地与木星尘结识。喜欢木星尘，最终有情人终成眷属。 |

### 其他演员

#### 雲海市
| 演員   | 角色     | 介紹 |
| 谢君豪 | 上官卿   | 雲海市市長 上官文轩的父亲。                                                                                                |
| 杨明娜 | 曾淑雅   | 上官卿的妻子，上官文轩的母亲。後被神木族聖果復活。                                                                         |
| 陶海   | 乔正坤   | 乔震天的父亲。游戏人间的神秘人。                                                                                           |
| 张思帆 | 乔震天   | 警察局局长 神木族空蝉和乔正坤的儿子。喜欢叶云裳，對她一心一意。後來為救云裳，死於空蝉之手。                                |
| 冯俊熙 | 上官文轩 | 上官卿和曾舒雅的儿子。他是一个大暖男，温和又有男子气概。喜欢楚天瑶。为了心爱的女人奋不顾身，为了被杀害的父母一直隐忍。     |
| 吕颂贤 | 叶秋实   | 叶云裳，叶远志的父亲，老中医。死於神木族空蝉之手。                                                                         |
| 马丽   | 叶太太   | 叶秋实的二太太，叶云裳的小妈。                                                                                             |
| 陈程玉 | 叶遠志   | 叶秋实，叶太太的儿子。叶云裳同父异母的弟弟。喜欢天瑶。                                                                     |
| 徐艺芳 | 楚天瑶   | 葉雲裳好友、上官卿的義女。喜欢神木族木星尘，為了得到木星尘，屢次使用心機和手段。後來拜神木族空蝉為師，成了心狠手辣的女人。 |
| 楊暾   | 齊飛     | 喬震天表弟，同樣任職於警察局。                                                                                             |
|        | 丁香     | 醫館員工。 |

#### 神木族
| 演員                  | 角色   | 介紹                                                                     |
| 李耀景                | 木北川 | 神木族之族长，木星尘的父亲，木南岳的哥哥。                               |
| 张瑶                  | 空蝉   | 神木族。乔震天的母亲，木星尘的师傅。被木南岳拋棄後，性情大變，心狠手辣。 |
| 梁大雄                | 木南岳 | 神木族族长木北川的弟弟，木星尘的叔叔。为了心爱的女人小蝶而离开神木族。   |
| 赵麒                  | 月坤   | 神木族长老。月影的父亲。                                                 |
| 杨玥 （童年：崔雅涵） | 月影   | 神木族长老月坤的女儿，木星塵未婚妻。从小到大喜欢木星尘，後來喜歡石虎。   |
| 唐滤晶                | 石虎   | 神木族守卫。一直都喜欢月影。                                             |
| 奇妙                  | 宋紫青 |                                                                          |

## 电视剧原声带
| 曲序 | 曲目                   |                | 作曲   | 演唱   |
| ---- | ---------------------- | -------------- | ------ | ------ |
| 1.   | 《長短一生》（片尾曲） | 吳灝           | 王天胤 | 張欣堯 |
| 2.   | 《為》（插曲）         | 王正一、張靖怡 | 王天胤 | 劉森迪 |
| 3.   | 《星雲靜好》（插曲）   | 張靖怡         | 劉炫豆 | 佘曼妮 |